# Сенькова Балка
Сенькова Балка (укр. Сенькова Балка), село,
Шелестовский сельский совет,
Коломакский район,
Харьковская область.
Код КОАТУУ — 6323281009.
Село Сенькова Балка присоединено к селу Пащеновка в 1997 году .

## Географическое положение
Село Сенькова Балка находится на расстоянии в 1 км от села Пащеновка.

## Происхождение названия
В некоторых документах село называют Сеньковая Балка.